# 10 август
10 август е 222-рият ден в годината според григорианския календар (223-ти през високосна). Остават 143 дни до края на годината.

## Събития
- 258 г. – В Рим е изгорен свети Лаврентий Римски.
- 610 г. – Ислям: Мохамед започва да получава Корана от Господ чрез ангела Гавраил.
- 654 г. – Евгений I е избран за римски папа.
- 955 г. – Състои се Битката на Лехското поле – решителна победа за Ото I, владетел на Източното Франкско кралство над маджарските вождове Булчу, Лел и Сур.
- 1500 г. – Португалският мореплавател Диого Диаш открива случайно остров Мадагаскар.
- 1535 г. – Жак Картие кръщава откритата от него река в Канада Сейнт Лорънс.
- 1675 г. – Положен е основният камък на Кралската обсерватория в Гринуич.
- 1792 г. – Френската революция: В Париж тълпата атакува двореца на Луи XVI и арестуват него и семейството му.
- 1809 г. – Еквадор обявява независимост от Испания.
- 1821 г. – Мисури става 21-вия щат на САЩ.
- 1846 г. – Основан е Смитсъновия институт – голям научноизследователски център и най-големият музеен комплекс в света.
- 1848 г. – От Познан отпътува първият полски влак.
- 1876 г. – В Онтарио (Канада) е проведен първият в света междуградски телефонен разговор.
- 1909 г. – Открита е жп линията Левски – Свищов (51 км).
- 1913 г. – Подписан е Букурещкият договор, който слага край на Междусъюзническата война.
- 1915 г. – Осъществен е успешен пробен полет на първия български аероплан в Божурище, построен от изобретателя Асен Йорданов.
- 1920 г. – Първа световна война: Подписан е Севърският договор между държавите-победителки в Първата световна война и Османската империя.
- 1943 г. – В България е създаден Национален комитет на Отечествения фронт.
- 1948 г. – В САЩ дебютира първото предаване скрита камера (Candid camera) с продуцент Алън Фунт, след като от септември 1947 с голям успех върви радио предаването скрит микрофон (Candid microphone) на същия продуцент.
- 1954 г. – В САЩ е забранена комунистическата партия.
- 1970 г. – Подписана е спогодба за облекчаване на визовия режим между Народна република България и Република Кипър.
- 1971 г. – Филиалът на Софийския университет „Климент Охридски“ в Шумен прераства във Висш педагогически институт.
- 1974 г. – Установени са дипломатически отношения между България и Тайланд.
- 1985 г. – Френските тайни служби потапят кораба Рейнбоу Уориър, принадлежащ на международната екологическа организация Грийнпийс.
- 1985 г. – Майкъл Джексън откупува за 47,5 млн. долара правата за издаване на песните на Бийтълс.
- 1987 г. – Официално е открит паметникът 1300 години България, разположен в градинката пред Национален дворец на културата в София.
- 1990 г. – Апаратът на НАСА Магелан влиза в орбита около Венера и започва да картографира повърхността ѝ.
- 1990 г. – Дванадесет арабски държави решават да се противопоставят на Ирак с военна сила във връзка с анексията на Кувейт.
- 1991 г. – По време на обновителни дейности се срутва най-високата в света конструкция – мачтата на Варшавското радио (висока 646,176 метра); загиват трима души, а 12 са ранени.
- 2000 г. – Ражда се 6-милиардния жител на планетата Земя.
- 2001 г. – Кралят на Камбоджа Нородом Сианук подписва закон за създаването на Международен трибунал за престъпленията на режима на Червените кхмери.
- 2003 г. – Юрий Маленченко става първият човек, който сключва брак в космоса.
- 2015 г. – С промени в Закона за българското гражданство става възможно 500 000 жители на Република Македония с българско самосъзнание да получат гражданство, само с устна декларация.

## Родени
- 1296 г. – Ян Люксембургски, люксембургски благородник, крал на Чехия († 1346 г.)
- 1397 г. – Алберт II, император на Свещената Римска империя († 1439 г.)
- 1520 г. – Мадлен Валоа, кралица на Шотландия († 1537 г.)
- 1792 г. – Пьотр Плетньов, руски поет и литературен критик († 1865 г.)
- 1814 г. – Анри Нестле, швейцарски индустриалец, основател на Нестле († 1890 г.)
- 1845 г. – Абай Кунанбаев, казахски поет и писател († 1904 г.)
- 1854 г. – Милан I, Сръбски крал († 1901 г.)
- 1858 г. – Георги Тодоров, български военен деец († 1934 г.)
- 1860 г. – Панталей Баджов, български просветен деятел († ? г.)
- 1865 г. – Александър Глазунов, руски композитор и диригент († 1936 г.)
- 1868 г. – Пол Варбург, американски банкер († 1932 г.)
- 1872 г. – Велико Йорданов, български писател († 1944 г.)
- 1873 г. – Уилям Ърнест Хокинг, американски философ, представител на персонализма († 1966 г.)
- 1874 г. – Хърбърт Хувър, 31-ви президент на САЩ († 1964 г.)
- 1875 г. – Стоян Киркович, български лекар, учен († 1960 г.)
- 1877 г. – Франк Маршал, американски шахматист († 1944 г.)
- 1878 г. – Алфред Дьоблин, немски психиатър и писател († 1957 г.)
- 1881 г. – Мануш Георгиев, български революционер, деец на ВМОРО († 1908 г.)
- 1882 г. – Кимон Георгиев, министър-председател на България († 1969 г.)
- 1883 г. – Панайот Лазаров, български революционер († ? г.)
- 1887 г. – Сам Уорнър, американски предприемач († 1927 г.)
- 1900 г. – Анри Ей, френски психиатър († 1977 г.)
- 1902 г. – Арне Тиселиус, шведски биохимик, лауреат на Нобелова награда за физиология и медицина през 1948 г. († 1971 г.)
- 1902 г. – Норма Шиърър, канадска актриса († 1983 г.)
- 1904 г. – Никола Мутафчиев, български футболист († 1963 г.)
- 1909 г. – Лео Фендър, американски изобретател († 1991 г.)
- 1912 г. – Жоржи Амаду бразилски писател († 2001 г.)
- 1913 г. – Волфганг Паул, германски физик, лауреат на Нобелова награда за физика през 1989 г. († 1993 г.)
- 1921 г. – Йон Негойцеску, румънски писател и поет († 1993 г.)
- 1924 г. – Жан-Франсоа Лиотар, френски философ († 1998 г.)
- 1930 г. – Асен Селимски, оперен певец († 2023 г.)
- 1933 г. – Дойл Брансън, професионален покер играч († 2023 г.)
- 1939 г. – Вера Сойчевска Антич, писателка от Република Македония
- 1941 г. – Александър Вълчев, български инженер († 2012 г.)
- 1943 г. – Первез Мушараф, пакистански военачалник и политик († 2023 г.)
- 1947 г. – Ян Андерсън, музикант (Jethro Tull)
- 1950 г. – Робин Пилчър, британски писател
- 1951 г. – Стефка Оникян, българска певица
- 1951 г. – Николай Петев, български писател († 2013 г.)
- 1957 г. – Андрей Краско, актьор († 2006 г.)
- 1959 г. – Розана Аркет, американска актриса
- 1960 г. – Антонио Бандерас, испански актьор
- 1960 г. – Емануил Йорданов, български политик
- 1964 г. – Георги Стайков, български актьор
- 1965 г. – Клаудия Крисчън, американска телевизионна и филмова актриса
- 1966 г. – Хосам Хасан, египетски футболист
- 1969 г. – Милен Щърбанов, български футболист
- 1971 г. – Рой Кийн, ирландски футболист
- 1973 г. – Анди Хикс, английски професионален играч на снукър
- 1979 г. – Владимир Николов, български футболист
- 1982 г. – Девън Аоки, американска актриса и топмодел
- 1982 г. – Шон Мърфи, английски играч на снукър
- 1997 г. - Кайли Дженър, американска телевизионна риалити звезда

## Починали
- 258 г. – Свети Лаврентий, християнски светец (* 225 г.)
- 725 г. – Плектруда, франкска благородничка (* ? г.)
- 1535 г. – Иполито Медичи, италиански кардинал (* 1511 г.)
- 1536 г. – Франсоа III (Бретан), френски дофин, херцог на Бретан (* 1518 г.)
- 1706 г. – Фьодор Головин руски дипломат и държавник, адмирал (* 1650 г.)
- 1720 г. – Себастиан дьо Бросар, френски композитор (* 1655 г.)
- 1759 г. – Фернандо VI, Крал на Испания (* 1713 г.)
- 1802 г. – Франц Епинус, германски физик (* 1724 г.)
- 1844 г. – Александра Николаевна, велика руска княгиня (* 1825 г.)
- 1868 г. – Хаджи Димитър, български революционер (* 1840 г.)
- 1896 г. – Ото Лилиентал, германски пионер в авиацията (* 1848 г.)
- 1905 г. – Максим Костов, български революционер (* 1876 г.)
- 1910 г. – Лазар Паяков, български икономист и политик (* 1860 г.)
- 1925 г. – Асен Даскалов, български революционер (* 1899 г.)
- 1945 г. – Робърт Годард, американски учен, конструктор и изобретател в областта на ракетната техника (* 1882 г.)
- 1946 г. – Георги Машев, български художник (* 1887 г.)
- 1965 г. – Георги Стаматов, български актьор (* 1893 г.)
- 1970 г. – Асен Христофоров, български писател (* 1910 г.)
- 1972 г. – Хайнрих Менг, германски лекар (* 1887 г.)
- 1977 г. – Грете Бибринг, австрийски лекар (* 1899 г.)
- 1978 г. – Хелън Рос, американски психоаналитик (* 1890 г.)
- 1979 г. – Валтер Герлах, немски физик (* 1889 г.)
- 1980 г. – Георги Димчев, български революционер (* 1916 г.)
- 1987 г. – Марко Минков, български литературен историк (* 1909 г.)
- 1992 г. – Ариберт Хайм, германски офицер (* 1914 г.)
- 2000 г. – Владимир Смирнов, български драматичен и филмов актьор (* 1942 г.)
- 2001 г. – Станислав Ростоцки, руски режисьор (* 1922 г.)
- 2003 г. – Жак Дере, френски кино-режисьор (* 1929 г.)
- 2008 г. – Айзък Хейс, американски музикант (* 1942 г.)
- 2019 г. – Джефри Епстийн, американски финансист и престъпник (* 1953 г.)

## Празници
- Християнски църкви – Свети Лаврентий, патрон на Рим, Биргу (Малта), Канада, Шри Ланка, комедиантите, библиотекарите, учениците, подрастващите във възрастта на пубертета, готвачите.
- България – Професионален празник на готвачите (отбелязва се от 2005 г.)
- Еквадор – Ден на независимостта (от Испания, 1809 г., окончателно извоювана на 24 май 1822 г., национален празник)
- Италия – Празник на град Алба и Тиволи